# Chaenomeles cathayensis
Chaenomeles cathayensis là loài thực vật có hoa trong họ Hoa hồng. Loài này được (Hemsl.) C.K. Schneid. mô tả khoa học đầu tiên năm 1906.

## Hình ảnh

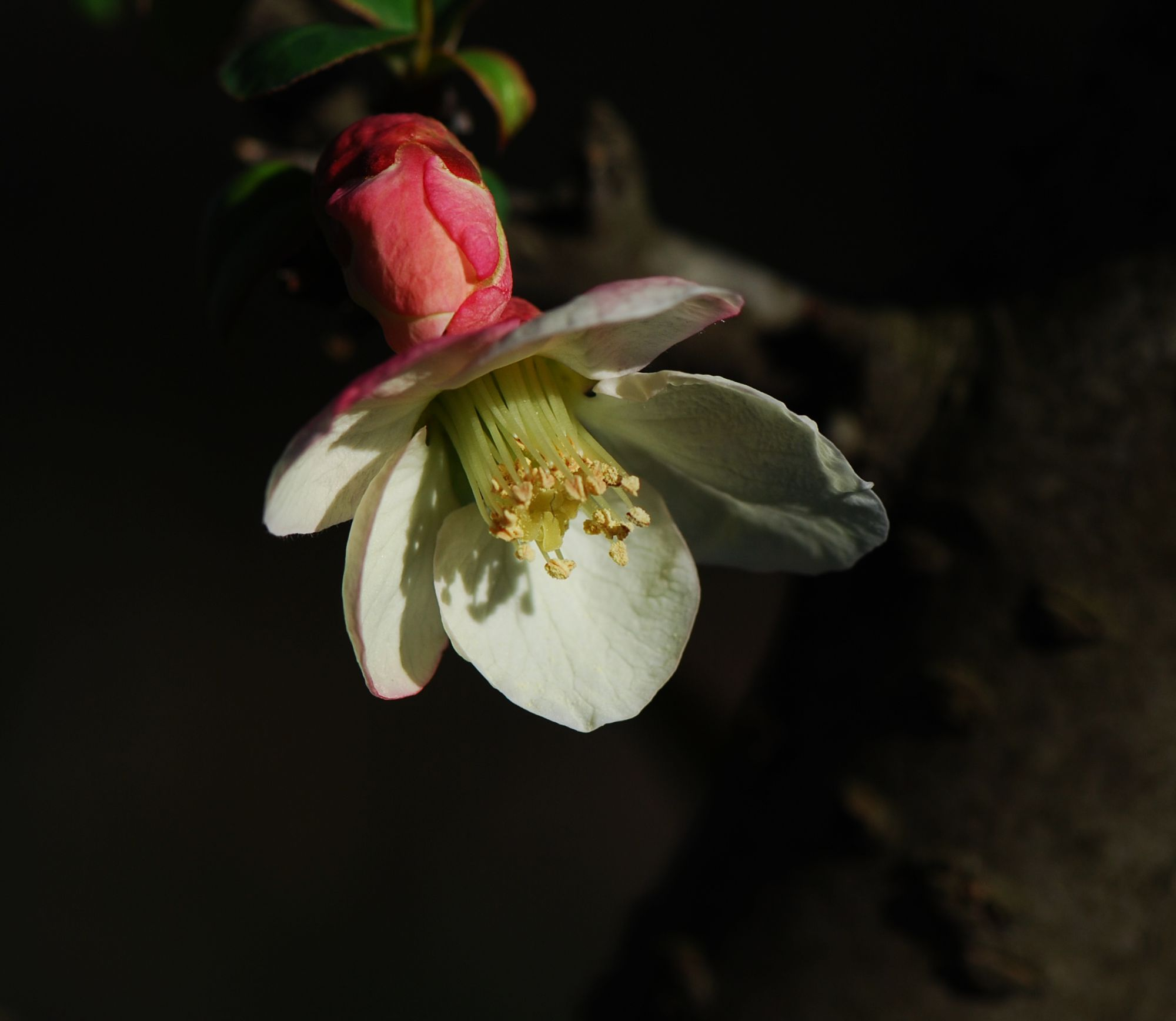
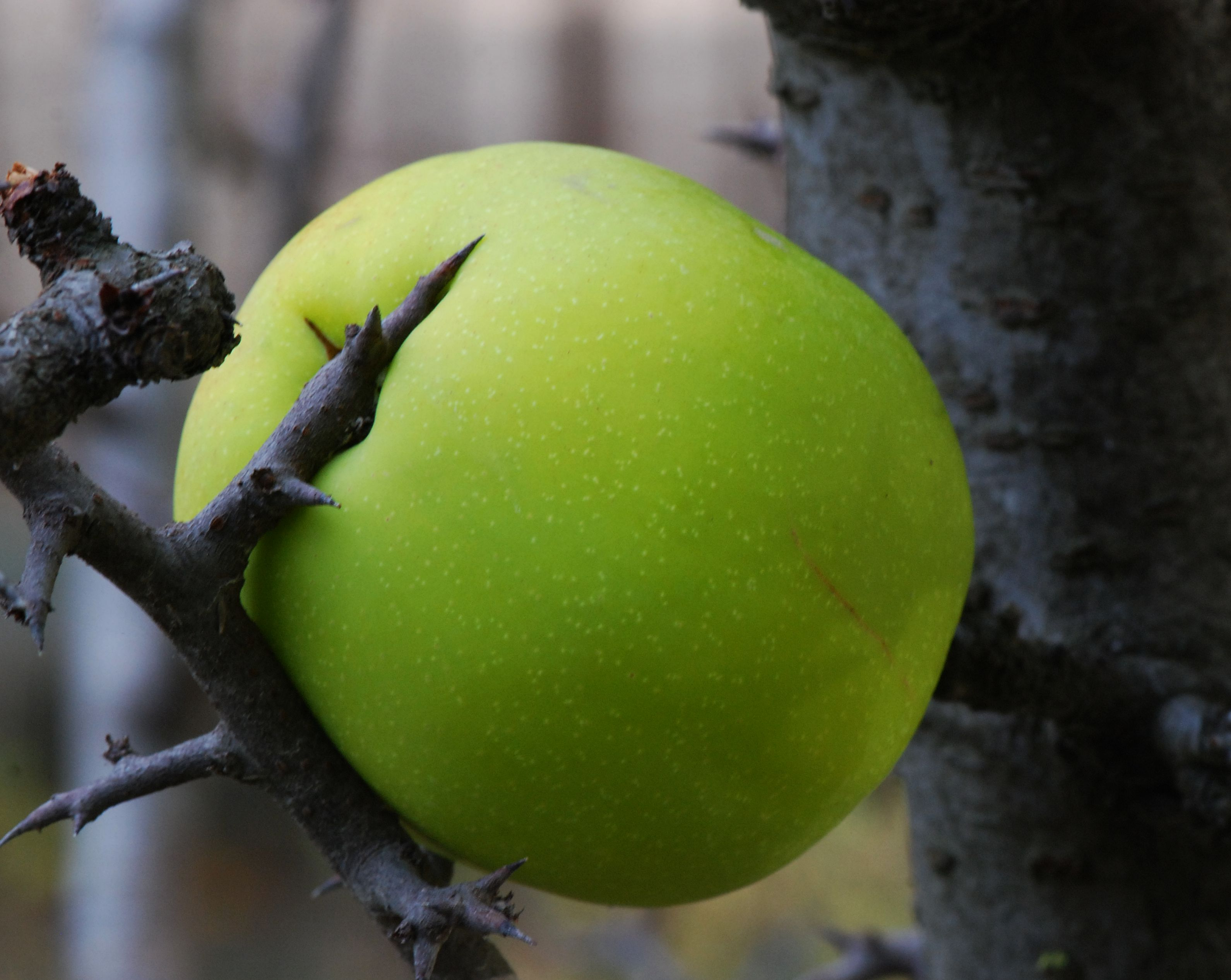
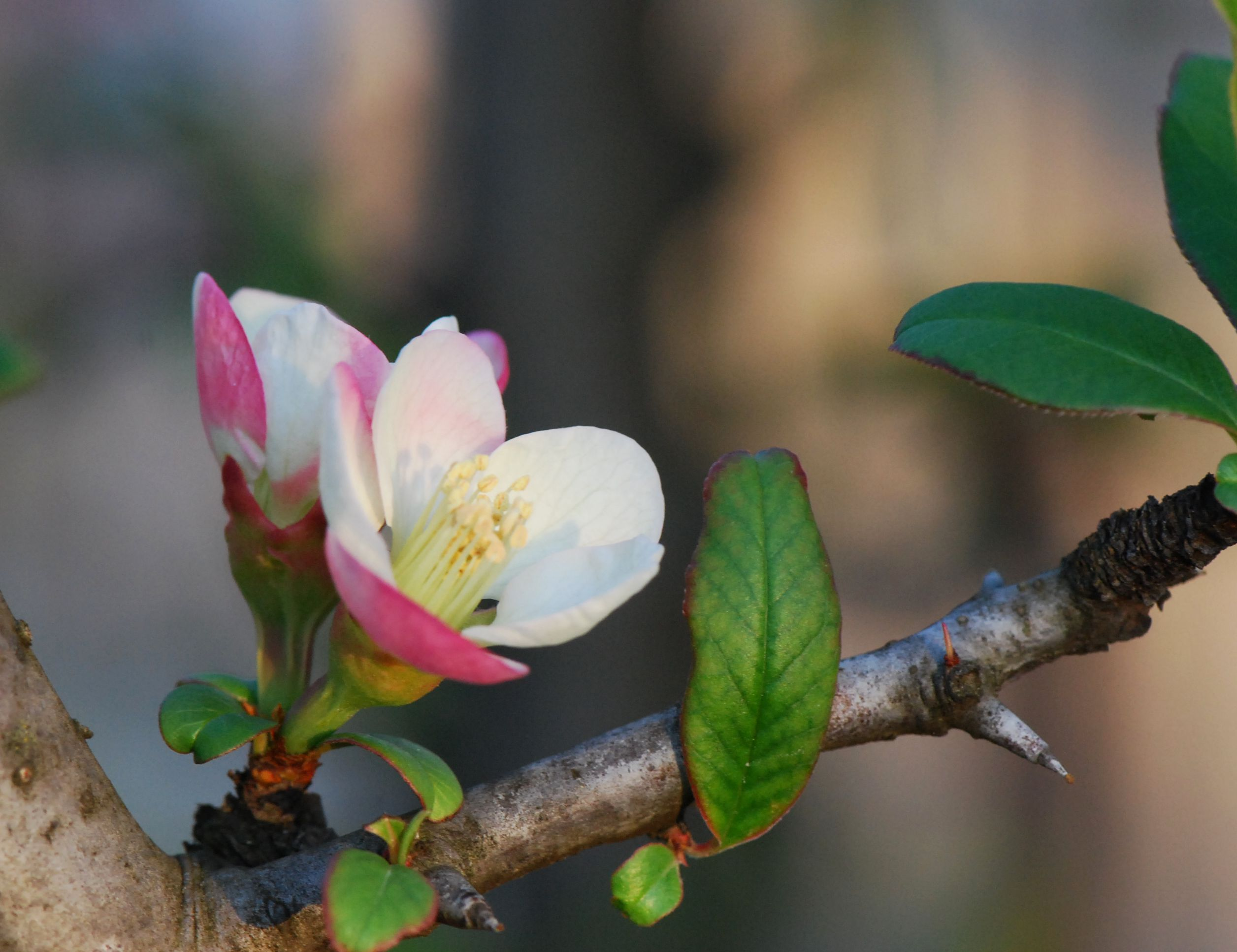
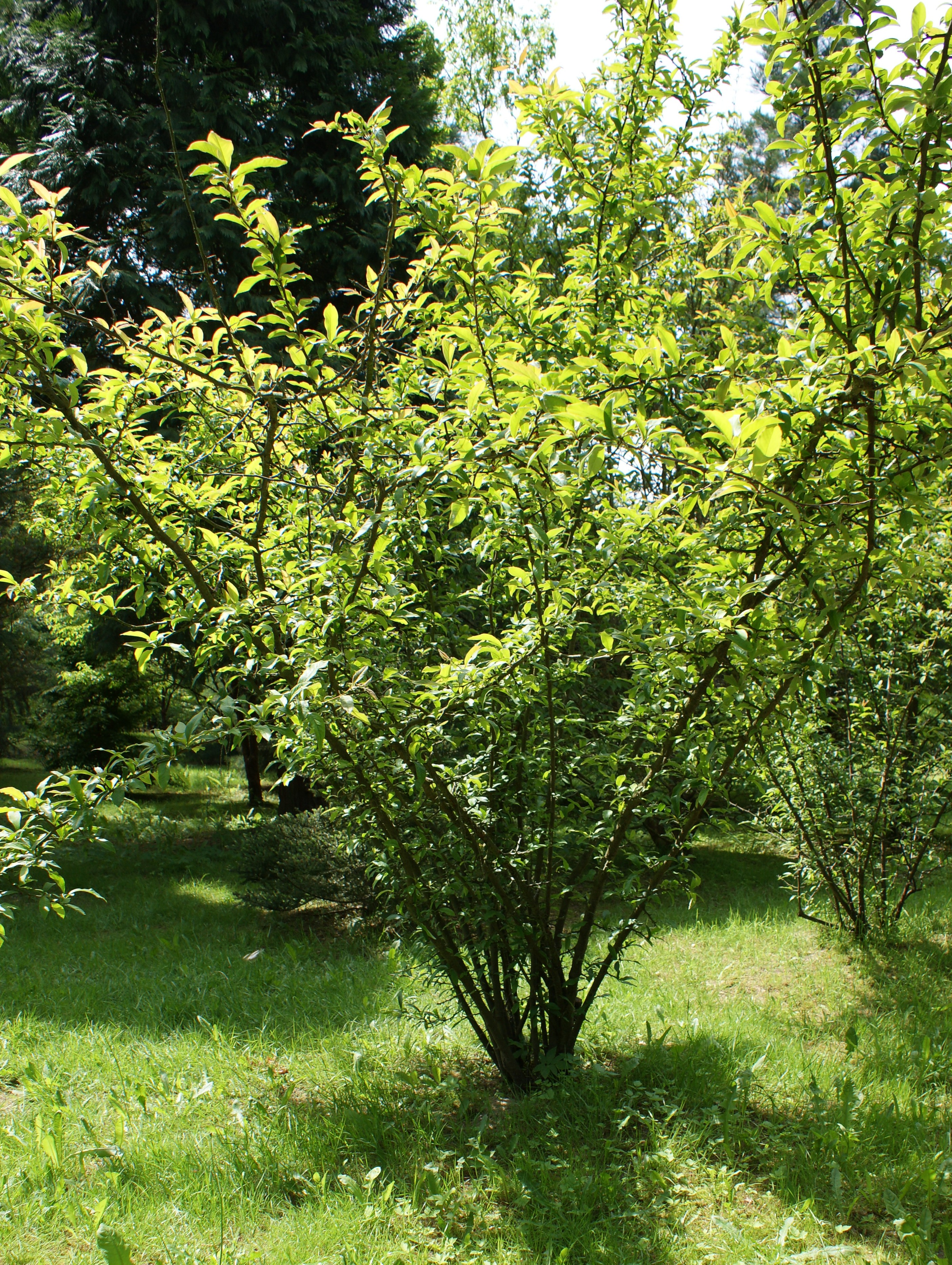